# Nikita Ieremine
Nikita Vasilievitch Ieremine (en russe : Никита Васильевич Еремин) est un joueur russe de volley-ball né le 1er septembre 1990. Il mesure 1,80 m et joue central.

## Clubs
| Club      | De        | À   |
| --------- | --------- | --- |
| VK Grozny | 2012-2013 | ... |

## Palmarès
Néant.